# Ставка Герінга «Штайнбрух»
Ставка Герінга «Штайнбрух» — руїни ставки командувача повітряних сил нацистської Німеччини («Люфтваффе») рейхсмаршала Германа Герінга в Україні під час Німецько-радянської війни 1941–1945 рр. Об'єкт внесений до рекомендованого переліку об'єктів культурної спадщини як пам'ятка історії Вінницької області, що нагадує про боротьбу українського народу з нацизмом.

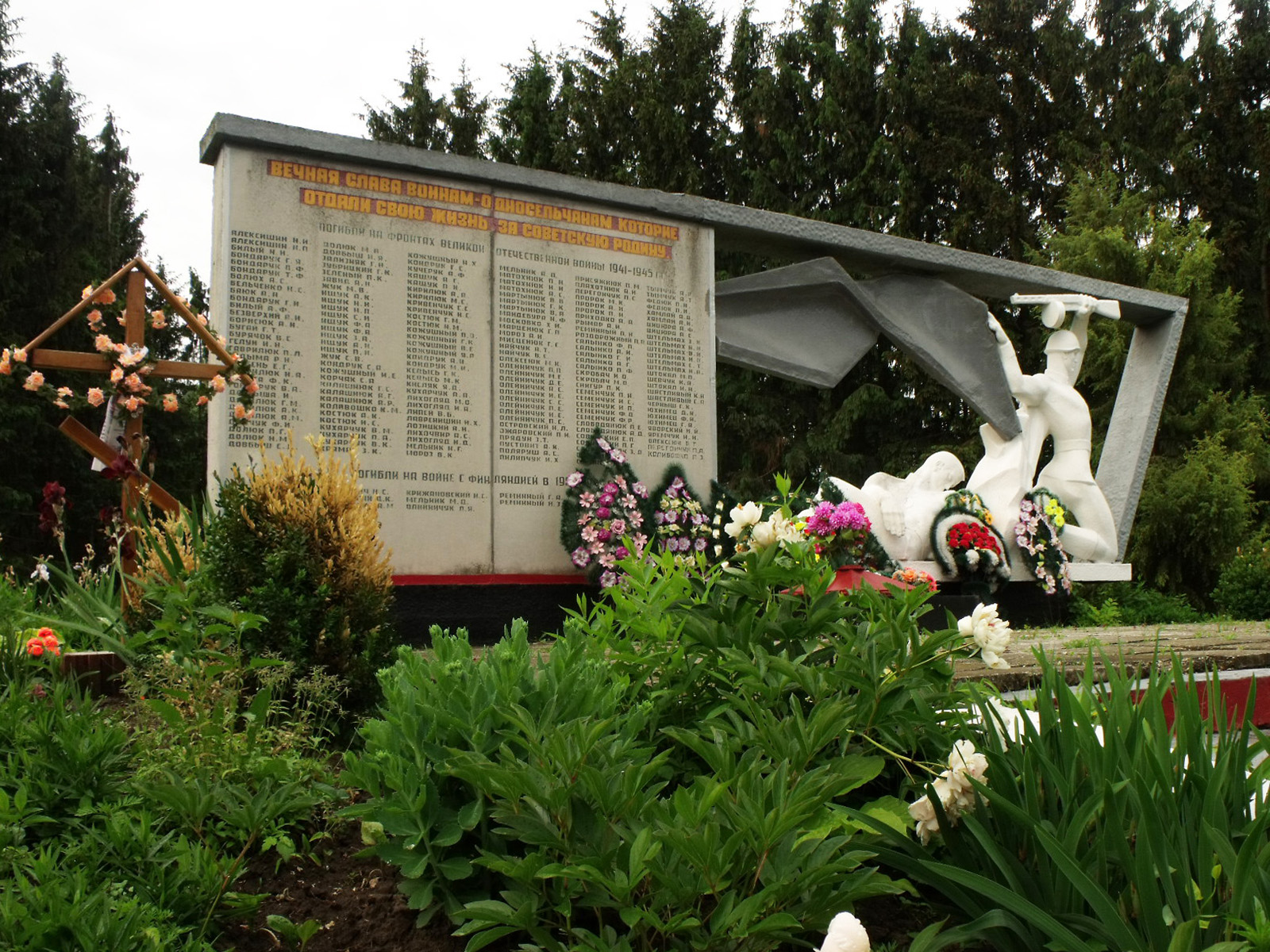
Меморіал жертвам нацизму в Черепашинцях

## Розташування
Руїни ставки розташовані поблизу селища Гулівці Котюжинецької сільської ради, в 500 м на захід від блок-посту залізничної станції Гулівці Південно-Західної залізниці. У лісовому масиві «Черепашинецька дача» (квартали 45,44) Козятинського лісництва державного підприємства «Хмільницьке лісове господарство Вінницької області».

## Історія

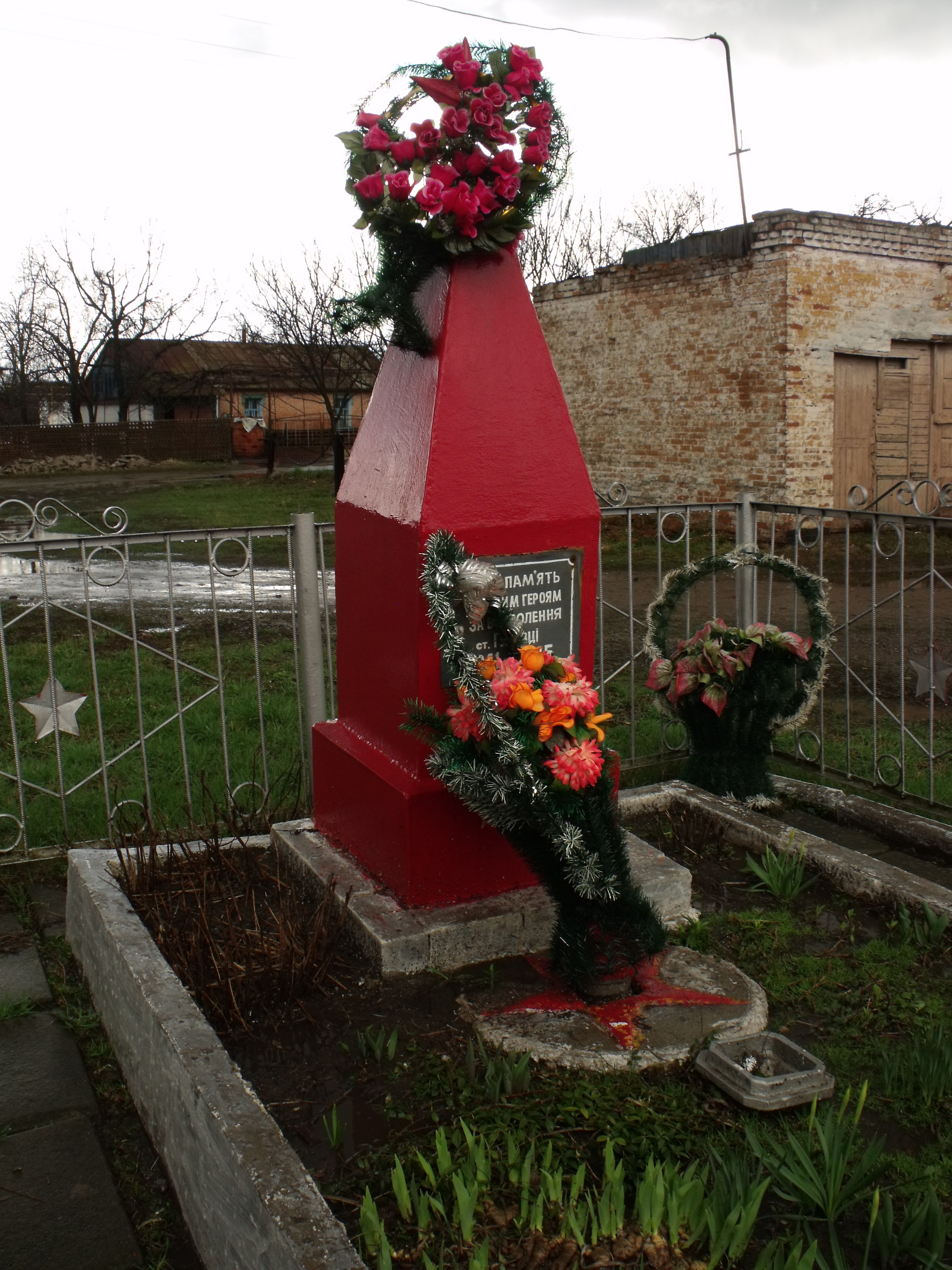
Братська могила в Гулівцях

Будівництво об'єкта розпочалось у грудні 1941 р. з окупацією нацистською Німеччиною України. Його вели підрозділи німецької військово-будівельної організації «Тодт», яка паралельно будувала під Вінницею ставку Гітлера на Східному фронті «Вервольф». Для земляних робіт залучались радянські військовополонені та мешканці навколишніх сіл. Комплекс ставки Герінга отримав назву «Штайнбрух» (Steinbruch), що у перекладі з німецької — «Каменярня».

До «Каменярні» входили дерев'яні бараки, будинки загальною площею 3882 кв. м, залізобетонне бомбосховище площею 42,5 кв. м. До об'єкту була підведена залізнична колія завдовжки 2800 м з пероном, облаштовано невеличкий аеродром, створено мережу розгалуженого телефонного зв'язку, встановлено резервну силову установку, проведено автономне водопостачання, побудовані очисні споруди. Об'єкт було старанно замасковано.

З липня 1942 до грудня 1943 рр. тут розміщувалася ставка командувача «Люфтваффе». Її охорону здійснювала група таємної поліції «Ост», підпорядкована начальнику служби безпеки при ставці Гітлера «Вервольф» Гансу Раттенхуберу. На обидві ставки був залучений також військовий аеродром поруч з селищем Калинівка, де базувалася авіація ППО для прикриття обох ставок з повітря. З просуванням радянських військ на захід України, у грудні 1943 р. гітлерівське командування ухвалило рішення про знищення об'єкта.

## Сучасність
Сьогодні від ставки злочинця № 2 у нацистській ієрархії Герінга залишились брила бетону від фундаментів будівель та триметрові перекриття бомбосховища, а також частково зберігся залізничний насип. У сусідніх населених пунктах — Гулівцях та Черепашинцях встановлено меморіали пам'яті жертв нацизму.

## Галерея

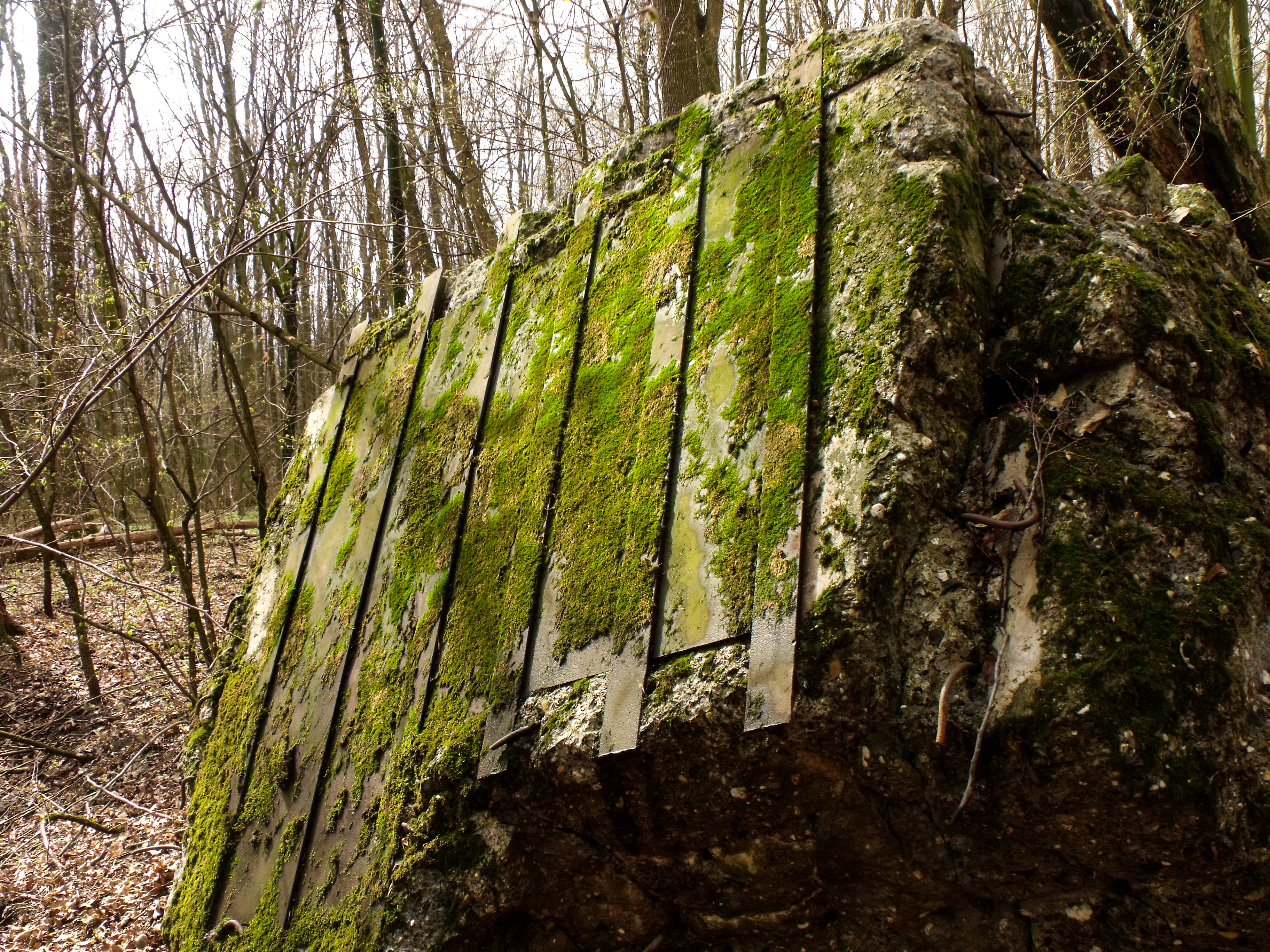
Шматок бетонного бункера із металевою протиуламковою обшивкою
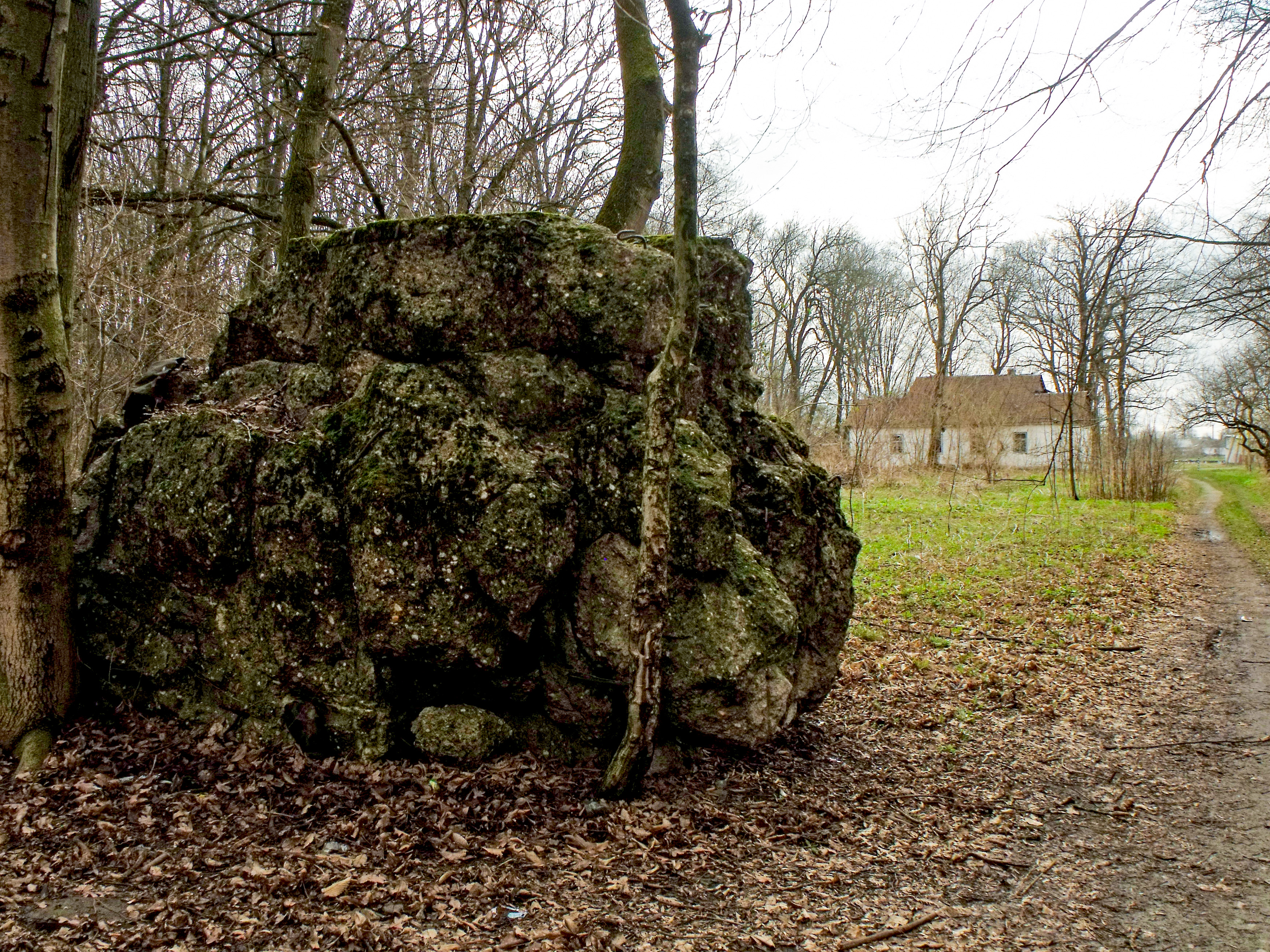
Уламок бункера на в'їзді до лісу